# Giovanni dalle Bande Nere
Ludovico di Giovanni de' Medici, bijgenaamd Giovanni dalle Bande Nere (Forlì, 6 april 1498 – Mantua, 30 november 1526) was een militair uit de Medici-familie. Als een van de laatste condottieri leidde hij de Bande Nere. Begin 1526 werd hij nabij Mantua getroffen door een falconetschot en overleed hij aan zijn verwondingen.

## Familie
Hij was de zoon van Giovanni de' Medici il Popolano en Catherina Sforza, vrouwe van Forlì.
Op 17 november 1516 trouwde hij met Maria Salviati, kleindochter van Lorenzo de' Medici, dochter van Jacopo Salviati en Lucrezia de' Medici (1470-1550). Uit het huwelijk is een zoon geboren: Cosimo I de' Medici (1519-1574), de latere groothertog van Toscane. Hij was een achterkleinzoon van Lorenzo de' Medici, il Magnifico.